# Rozmnožovací soustava ptáků
Způsob rozmnožování je u ptáků dokonalejší než u plazů (jsou u nich vyvinuty různé formy rodičovských instinktů). Pohlavní orgány se vyznačují úsporností stavby. U ptáků je heterogametická samice (XY), proto ptačí vajíčko má určené pohlaví již před oplozením. Nejvíce informací existuje u domácí drůbeže, zejména u kura domácího.

## Pohlavní orgány samců
Párová fazolovitá varlata (pravé je menší) leží pod kraniálními laloky ledvin. V klidovém stavu jsou varlata malá, v době rozmnožování se mnohonásobně zvětšují. Chámovody (Wolffovy vývody) vedou do středního oddílu kloaky (urodea). Většině ptáků chybí penis a kopulují přitištěním okrajů kloak. Výjimkou jsou kachnovití a pštrosi, kteří mají vyvinutý penis.

## Pohlavní orgány samic
Samice mají zpravidla jen jeden fungující vaječník, a to levý, včetně levého vejcovodu. Vejcovod se morfologicky a funkčně člení do několika oddílů:
- nálevka (infundibulum) je rozšířené ústí vejcovodu, které zachycuje zralá vajíčka,
- bílkotvorná část (magnum, pars albuminifera), zde se sekrecí žláz vytvoří bílek, jímž se obalí zárodek a vaječný žloutek,
- krček nebo úžina (isthmus) vylučuje papírovou membránu, která obalí bílek,
- děloha (uterus) je tlustostěnná část, kde se nejprve vyloučí řídký bílek, který pronikne papírovou blanou dovnitř a napne ji, a pak vápenné žlázky sliznice uteru vyloučí kašovitou vápennou hmotu, která ztuhne ve skořápku,
- pochva (vagina) je konečný svalnatý oddíl, který produkuje hlen a vypuzuje hotové vejce. Při snášení se vagina vychlipuje do kloaky a je obejmuta kloakální stěnou.

Uterus a vagina však nejsou homologické stejnojmenným strukturám u samic savců.

## Inkubace a líhnutí ptáků
Doba inkubace je nejkratší u drobných ptáků (12–18 dní), u tučňáků a albatrosů 60–80 dní. Mláďata se líhnou tak, že prorazí skořápku vejce vaječným zubem z uhličitanu vápenatého, který se jim vytváří na špičce zobáku a záhy po vylíhnutí zase mizí. Líhnou se buď holá, slepá a neschopná se sama živit (nidikolní mláďata krmivých ptáků), nebo jsou opeřená, vidí, sama se živí a jsou vybavena ochrannými instinkty (nidifugní mláďata nekrmivých ptáků). Péče rodičů o nidifugní mláďata je omezena jen na krátkodobé vodění, u nidikolních mláďat je delší (u pěvců 20 dní, u tučňáků dokonce až 150–180 dní).
Většina ptačích mláďat se rodí jako poikilotermové; to jim umožňuje v nepříznivém počasí snížit tělesnou teplotu i metabolismus, mají pak menší spotřebu krmiva. Teprve v postnatálním průběhu se stávají homoitermy. Pohlavní dospělosti dosahují menší ptáci zpravidla už v následujícím roce, tedy ve věku asi 10 měsíců, větší druhy často až po dvou letech, někdy dokonce po 3–4 letech (orli, velcí rackové), nebo i po 4–5 letech (pštrosi).

## Ptačí vejce
Ptačí vejce jsou neobyčejně bohatá žloutkem, na němž leží nepatrný zárodečný terčík. K oplození dochází ještě před uložením bílku na žloutek, krátce po vstupu vajíčka do infundibula. Spermie vydrží ve vejcovodu schopné oplození u slepice 12–21 dnů, u husy 6–10 dnů a u krůty až 30 dnů. Rýhování oplozeného vajíčka proběhne až do vytvoření dvou zárodečných listů a v tomto stavu přežije embryo i několik týdnů, není-li vejce dále zahříváno.